# Perseus Project
Das Perseus Project (Perseus Digital Library) ist ein nicht-gewinnorientiertes Projekt zur Erstellung einer digitalen Bibliothek. Es ist beheimatet bei der Tufts University in Medford, Massachusetts, USA, wo es vom Department of Classics betrieben wird. Die Planungen begannen 1985, 1987 wurden die ersten Sammlungen erstellt.
Ziel ist eine umfassende und frei zugängliche Onlinebibliothek für die Geisteswissenschaften, wobei der Schwerpunkt eindeutig auf der Quellensammlung zur Antike liegt und hierbei besonders auf der archaischen und klassischen Zeit. Die Quellen sind in der Regel übersetzt, aber auch die jeweiligen Originaltexte (griechisch bzw. lateinisch, ebenso sind aber auch Papyri einsehbar) stehen ebenso zur Verfügung wie einige ältere Lexika. Verantwortlicher Redakteur des Projekts, das eine der wichtigsten online verfügbaren Quellensammlungen zur Antike darstellt, ist Gregory Crane.
Ebenso werden auch zunehmend Materialien zu anderen Themenbereichen eingestellt, vor allem zur Geschichte der USA im 19. Jahrhundert.